# سهیل رجب
سهیل رجب (زادهٔ ۲۷ اردیبهشت ۱۳۷۰) خواننده و مدرس آواز ایرانی است. او با بهره‌گیری از آموزه‌های اساتید، مطالعه و پژوهش شخصی و تجربیات حاصل از همکاری با آهنگسازان معاصر، در چندین پروژهٔ موسیقی، موسیقی‌نمایش و تئاتر فعالیت کرده است.

## زندگی‌نامه و مسیر یادگیری
سهیل رجب از کودکی، نواختن سنتور را نزد پدر خود، محسن رجب ـ سازنده سنتور ـ آغاز کرد و به‌صورت خودآموز ادامه داد. او در نوجوانی اصول ابتدایی آوازخوانی را نزد یوسف فریادی آموخت و سپس مسیر آموزش خود را نزد پوریا اخواص ادامه داد. او همچنین در ادامه مسیر یادگیری، از راهنمایی‌های استاد علی جهاندار نیز در زمینه فنون آوازخوانی بهره‌مند شد.
علاوه بر آموزش رسمی، سهیل رجب مباحث مربوط به تئوری موسیقی، اصول صداسازی و شیوه صحیح آوازخوانی را ازطریق مطالعه شخصی و پژوهش فرا گرفته‌است.

## فعالیت‌های هنری

### همکاری با علی قمصری
سهیل رجب در پروژه‌های متعددی با علی قمصری همکاری داشته که از جمله آن‌ها می‌توان به موارد زیر اشاره کرد:
- انتشار چندین تک‌آهنگ
- اجرای کنسرت آنلاین در فستیوال موسیقی نروژ (آبان ۱۳۹۹)
- کنسرت «تار مجنون، موی لیلی» در تالار وحدت تهران (۱۲ و ۱۳ اردیبهشت ۱۴۰۱) به همراه گروه همنوازان حصار و کوارتت آوازی کانتات.[۱][۲][۳][۴][۵]
- حضور در پروژه «تار ایرانی» در شهرهای یزد (۱۴۰۰) و مراغه (۱۴۰۱)
- اجرای موسیقی‌نمایش «پیروز و پریزاد» در تهران و شهرستان‌ها (۱۴۰۳).[۶]

### دیگر فعالیت‌ها
- اجرای زنده به همراه گروه ساینه در شبکه جام‌جم (۱۳۹۹)
- اجرا به‌عنوان خواننده مهمان در کنسرت علیرضا عصار (۱۴۰۱).[۷]
- همکاری به‌عنوان خواننده در موسیقی متن سریال «بعد از آزادی» (۱۴۰۱)
- اجرای زنده در جشنواره موسیقی صبا با ارکستر جوانان در بزرگداشت استاد فرهاد فخرالدینی (۱۴۰۳).[۸]
- نقش‌آفرینی در تئاتر «بر زمین می‌زندش» به نویسندگی و کارگردانی علی شمس، در نقش خواننده (۱۴۰۴).[۹]